# Sunday Morning (벨벳 언더그라운드의 노래)
〈Sunday Morning〉은 벨벳 언더그라운드의 노래이다. 이 곡은 1967년 데뷔 음반 《The Velvet Underground & Nico》의 오프닝 곡이다. 1966년 싱글로도 발매되었다.

## 녹음
1966년 말 〈Sunday Morning〉은 《The Velvet Underground & Nico》에서 녹음된 마지막 곡이다. 이 음반은 성공적인 싱글이 될 수 있는 가능성을 가진 니코의 리드 보컬이 있는 다른 곡이 필요하다고 생각한 톰 윌슨이 요청하였다. 음반의 마지막 마스터 테이프는 〈Sunday Morning〉이 〈I'm Waiting for the Man〉 전에만 녹음된 것을 보여준다.
1966년 11월, 윌슨은 맨해튼의 메이페어 레코딩 스튜디오로 밴드를 데려왔다. 이 곡은 일요일 아침 루 리드와 존 케일이 니코의 목소리를 염두에 두고 작곡했다. 이 밴드는 이전에 니코 가창력과 함께 라이브로 공연했지만, 녹음 시간이 되자 루 리드가 리드 보컬을 불렀다. 니코는 대신 그 노래에서 백 보컬을 부르곤 했다.
음반의 히트작을 목표로 한 〈Sunday Morning〉은 음반의 다른 곡들보다 눈에 띄게 더 풍부하고 전문적인 연출을 특징으로 한다. 이 노래가 첼레스타를 두드러지게 사용한 것은 스튜디오에서 이 악기를 알아차리고 이 곡을 위해 사용하기로 결정한 존 케일의 아이디어였다. 그는 또한 오버더빙을 통해 비올라, 피아노를 연주했고, 보통 보조 기타리스트인 스털링 모리슨은 악기에 대한 싫어에도 불구하고 베이스를 연주했다.
리드에 따르면, 이 노래의 주제는 앤디 워홀에 의해 제안되었다고 한다. "앤디는 '그냥 편집증에 관한 노래로 만드는 게 어때요?'라고 말했습니다. 그래서 '조심해라, 세상은 너의 뒤에 있다, 항상 누군가가 너를 지켜보고 있다'는 생각을 하게 되었는데, 이는 세계가 너를 충분히 지켜보고 있다는 점에서 궁극적인 편집증적 발언이라고 생각합니다."

## 반응
올뮤직의 마크 데밍은 이 곡이 음반에 수록된 유일한 곡인 "비몽사몽한 팝"이라고 썼다.

## 참여 인원
- 루 리드 – 리드 보컬, 리드 기타
- 존 케일 – 첼레스타, 비올라, 피아노
- 스털링 모리슨 – 베이스 기타
- 모린 터커 – 타악기
- 니코 – 백 보컬